# Aleksander Kakowski
Aleksander Kakowski (pronúncia polonesa: [alɛˈksandɛr kaˈkɔfskʲi]; 5 de fevereiro de 1862 a 30 de dezembro de 1938) foi um político polonês , diplomata, membro do Conselho da Regência e, como cardeal e arcebispo de Varsóvia, o último Primaz titular do Reino da Polônia antes da Polônia reconquistar totalmente sua independência em 1918.

## Início da vida
Ele nasceu em 5 de fevereiro de 1862 em Dębiny perto de Przasnysz, filho de Franciszek Kakowski e Paulina Ossowska.  Foi ordenado sacerdote em 30 de maio de 1886, em Varsóvia, pelo cardeal Wincenty Chościak-Popiel. No ano seguinte, tornou-se um dos professores do Seminário Teológico de Varsóvia. Em 1910 tornou-se reitor da Academia Teológica Católica Romana de São Petersburgo, e em 22 de julho de 1913 foi ordenado bispo por Stanisław Zdzitowiecki. Em 14 de setembro de 1913, tornou-se arcebispo de Varsóvia na Catedral de São João, tornando-se o primaz titular do Reino da Polônia.

## Primeira Guerra Mundial e o Conselho da Regência
Após a eclosão da Primeira Guerra Mundial, ele permaneceu em Varsóvia e em 1917, foi nomeado para ser membro do Conselho de Regência, uma autoridade suprema semi-independente e temporária do Reino da Polônia, recriada pelas Potências Centrais como parte de seu plano Mitteleuropa. Kakowski foi um dos três membros desse corpo, que serviu como chefe de estado provisório (daí a palavra " regência " em seu nome).

## Relações com Roma
Em 28 de novembro de 1919, ele foi o principal consagrador de Achille Ratti, o núncio papal na Polônia, que mais tarde se tornou o papa Pio XI. Em 15 de dezembro, o próprio Kakowski foi feito cardeal. Durante seu serviço como arcebispo de Varsóvia, Kakowski promoveu a criação de uma forte imprensa católica. Ele foi um dos autores do sucesso do Rycerz Niepokalanej, um dos jornais mais populares da Polônia antes da guerra. Ele também foi o principal criador da faculdade teológica da Universidade de Varsóvia e do movimento Ação Católica. Por seu papel na libertação da Polônia da ocupação estrangeira, ele foi premiado com a Ordem da Águia Branca, a mais alta decoração polonesa, em 1925; em julho de 1938, ele apareceu brevemente como chefe do capítulo daquela ordem. Em 1930, ele também se tornou um "oficial de justiça e devoção" da Ordem de São João de Jerusalém. Seu sucessor, August Hlond, foi reintroduzir o título de primaz da Polônia após a Segunda Guerra Mundial, mas Kakowski continuou a se intitular primaz do Reino da Polônia até sua morte, em 30 de dezembro de 1938.